# اس‌اس وستریس
اس‌اس وستریس (به انگلیسی: SS Vestris) یک کشتی بود که طول آن ۴۹۶ فوت (۱۵۱ متر) بود. این کشتی در سال ۱۹۱۲ ساخته شد.